# دولف الحلو
دولف الحلو (بالإنجليزية: Dolph Sweet)‏ هو ممثل أمريكي، ولد في 18 يوليو 1920 بنيويورك في الولايات المتحدة، وتوفي في 8 مايو 1985 في الولايات المتحدة بسبب سرطان.

## أعمال

### أفلام
- (1968) السباح
- (1978) السماء بإمكانها الانتظار[1]
- (1981) ريدز[2]

### مسلسلات
- عالم آخر

## وصلات خارجية
- دولف الحلو على موقع IMDb (الإنجليزية)
- دولف الحلو على موقع ألو سيني (الفرنسية)
- دولف الحلو على موقع تيرنر كلاسيك موفيز (الإنجليزية)
- دولف الحلو على موقع أول موفي (الإنجليزية)
- دولف الحلو على موقع قاعدة بيانات برودواي على الإنترنت (الإنجليزية)
- دولف الحلو على موقع قاعدة بيانات الأفلام السويدية (السويدية)
- دولف الحلو على موقع إن إن دي بي (الإنجليزية)
- دولف الحلو على موقع قاعدة بيانات الفيلم (الإنجليزية)
- دولف الحلو على موقع كينوبويسك (الروسية)